# Rakari
Rakari (cyr. Ракари) – wieś w Serbii, w okręgu kolubarskim, w gminie Mionica. W 2011 roku liczyła 439 mieszkańców.